# 1540년 유럽 가뭄
1540년 유럽 가뭄은 유럽의 기후 사건이었다. 피해 지역은 서부 프랑스에서 폴란드까지, 토스카나주 (중앙 이탈리아)에서 북부 독일까지 확장되었다. 피해를 입은 나라는 영국, 벨기에, 네덜란드, 룩셈부르크, 프랑스, 스위스, 독일, 폴란드, 우크라이나, 서부 러시아, 오스트리아, 체코, 슬로바키아 공화국, 슬로베니아, 헝가리, 북부 및 중앙 이탈리아, 남부 스페인이었다. 14개국에서 300명 이상의 동시대 연대기 기록자들이 강우량의 빈도와 강도, 그리고 가뭄의 수많은 결과를 기록했다.

## 과학적 평가 및 토론
역사 기록에 따르면 베터 등 (2014)는 11개월 동안 유럽에 비가 거의 오지 않았으며, 이는 메가 가뭄으로 분류될 수 있다고 밝혔다. 그러나 뷘트겐 등 (2015)는 추가 데이터(나무 나이테)를 기반으로 이러한 결론에 의문을 제기했다.
오르트 등 (2016)는 1540년 여름 평균 기온이 1966~2015년 평균보다 높았으며, 2003년 여름보다 높을 확률이 20%라고 결론지었다. 그러나 이 연구의 평균 재구성은 2003년 여름이 유럽 전역에서 전반적으로 더 더웠음을 시사한다.
1540년의 메가 가뭄이라는 가정은 주로 유럽 전역에서 300개가 넘는 동시대 연대기 기록에 의해 지지된다. 이 연대기들은 장기간의 가뭄과 폭염의 영향을 일관되게 묘사하고 있는데, 이는 상당한 강수량 부족, 주요 강들의 극도로 낮은 수위, 광범위한 산불, 지하수 수위 저하(우물 고갈로 이어짐), 그리고 농업 및 축산업에 대한 심각한 결과들을 포함한다. 특히 신뢰할 수 있는 출처로는 크라쿠프 대학교 총장 마르친 비엠의 광범위한 날씨 일기가 있는데, 그의 기록은 1540년 크라쿠프 지역의 강수량 수준을 통계적으로 재구성할 수 있게 한다. 1540년 11월 19일 사망할 때까지 그는 당시로서는 유례없는 날씨 일기를 기록했다.
반면, 2015년에 발표된 연구는 다양한 유럽 나무 종의 성장 고리 분석(연륜연대학 또는 나무 고리 연대 측정)을 기반으로, 수행된 분석이 1540년 내내 예외적인 가뭄 기간에 대한 증거를 제공하지 않았다고 결론지었다. 이에 대한 답변에서 위 연구의 저자들(베터 등)은 성장 고리가 때때로 뜨겁고 건조한 극단적인 기후를 불완전하게 또는 늦게 반영할 수 있음을 지적하며, 최근 기후 "이상치" 동안 기계적으로 측정된 데이터와 연륜연대학적 데이터 간의 불일치가 자주 발생했다는 사실을 강조했다("발산 문제").
2016년 발표된 자료에 따르면 1540년 여름 평균 기온은 1966년부터 2015년까지의 평균값을 넘어섰고, 20%의 확률로 2003년 여름의 폭염을 능가했을 것으로 추정된다. 이와 관련하여 지난 천년 동안의 단기 이상 현상에 대한 신뢰할 수 있는 온도 재구성을 방해하는, 가용한 데이터의 불확실성도 언급되었다.
1540년의 기상 조건은 15세기 초부터 19세기 중반까지 지속된 소빙기 동안 이러한 예외적인 해가 발생했기 때문에 역설적인 상황을 제시한다. 그러나 일부 연구에서 제기된 질문은 이 단일 사건이 이 지리적 맥락에서 미래 기후 발전에 대한 "청사진" 역할을 할 수 있는지 여부에 더 초점을 맞추고 있다. 여러 과학 연구에 따르면, 최근 수십 년 동안 전 세계적으로 따뜻하고 건조한 기후가 형성되는 경향이 뚜렷하게 나타났다. 추가적인 온난화로 인해 기존 기후대는 사라지고 중부 유럽에 새로운 기후대가 형성될 가능성이 높으며, 이는 거의 500년 전에도 어느 정도 일어났던 일과 유사하다.

## 설명

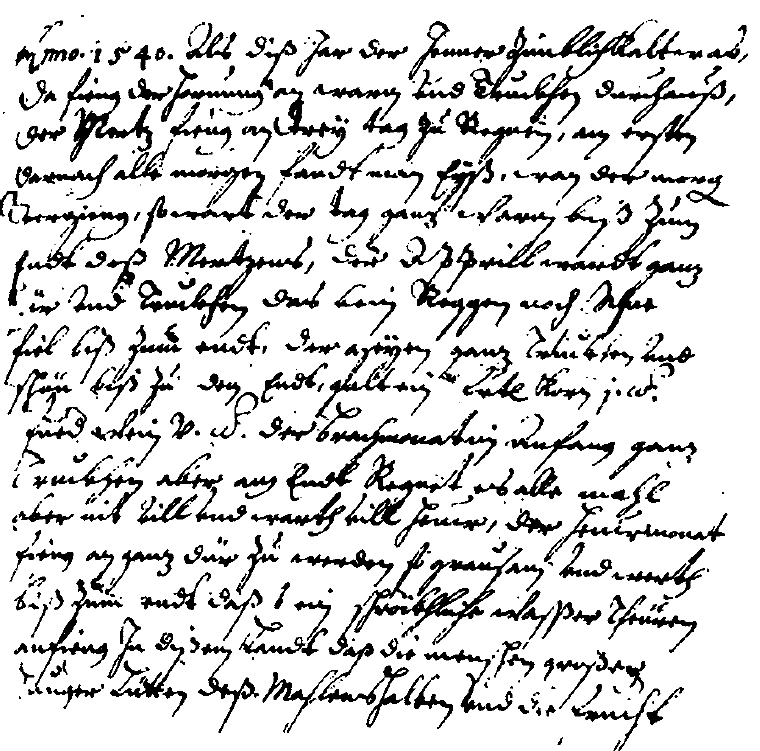
게브빌레르 (프랑스)의 와인 재배자 한스 슈톨츠가 1540년에 작성한 독일어 연대기: "1540년 1월 [1월 10일부터 2월 9일까지]은 상당히 추웠다. 2월은 따뜻하고 건조하게 끝났다. 3월에는 사흘간 비가 내렸다. 이후 매일 아침 서리가 발견되었지만 낮에는 따뜻했다. 4월에는 비나 눈이 전혀 내리지 않았고, 5월 역시 화창하고 건조했다. 6월은 약간의 비가 내린 것을 제외하고는 건조했다. 7월 [7월 10일부터 8월 9일까지]은 내내 끔찍하게 덥고 건조하여 물이 부족하고 비싸졌다."

오늘날 프랑스에 있는 게브빌레르의 와인 제조업자 한스 슈톨츠의 연대기에 따르면, 온화한 겨울이 지나고 2월 10일부터 6월 중순까지 대체로 건조했다. 3월 초에는 약간의 비가 내렸다. 4월과 5월은 거의 내내 화창하고 매우 따뜻했으며, 6월 말부터 8월 4일까지는 비 한 방울 내리지 않는 찌는 듯한 더위가 이어졌다. 8월과 9월에는 비 오는 날이 여러 번 있었지만, 비는 조금밖에 내리지 않았다. 10월부터 12월 말까지 날씨는 서리나 눈이 없는 4월과 비슷했다.

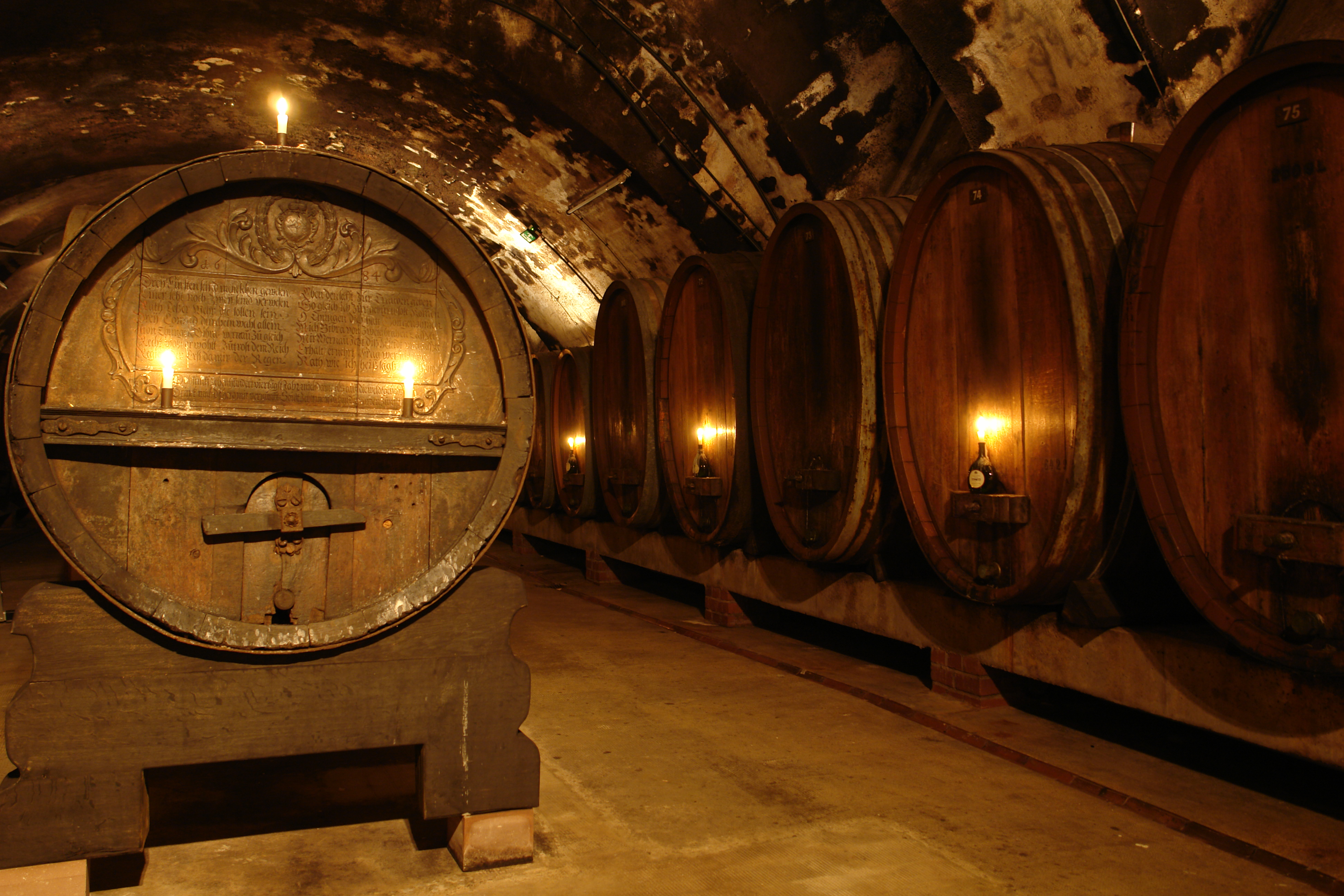
뷔르츠부르크 국립 호프켈러의 슈베덴파스는 1540년의 "천년에 한 번 나오는 포도주"를 보관하기 위해 만들어졌다

스위스 역사가 크리스티안 프피스터는 신문 인터뷰에서 1540년의 사건을 이렇게 묘사했다:
11개월 동안 비가 거의 내리지 않았고, 기온은 20세기 평균보다 섭씨 5~7도 더 높았으며, 많은 지역에서 여름 기온이 섭씨 40도를 넘었을 것이다. 유럽의 수많은 숲이 불에 탔고, 질식할 듯한 연기가 태양을 가렸으며, 1540년 여름에는 단 하나의 뇌우도 보고되지 않았다. 5월부터 물이 부족해지기 시작했고, 우물과 샘은 말라붙었으며, 물레방아는 멈췄고, 사람들은 굶주렸으며, 가축은 도살되었다. 1540년에는 약 50만 명이 사망했으며, 대부분 이질로 인한 것이었다.
모든 것은 북부 이탈리아에서 시작되었는데, 7월 같은 겨울이었다. 1539년 10월부터 1540년 4월 초까지 비 한 방울 내리지 않았다. 그리고 가뭄은 북쪽으로 퍼져나갔다. ... 7월에는 너무나 끔찍한 불 같은 더위가 찾아와 교회에서는 기도를 올렸고, 라인강, 엘베강, 센강은 발을 적시지 않고도 건널 수 있었다. 아직 물이 남아 있는 곳에서는 따뜻한 물이 녹색으로 변했고, 죽은 물고기가 배를 위로하고 떠다녔다. 보덴호의 수위는 기록적인 저수위로 떨어졌고, 린다우는 실제로 본토와 연결되었다. 곧 표면수는 완전히 증발했고, 흙은 갈라졌으며, 일부 마른 균열은 발이 들어갈 정도로 넓었다. ...
첫 포도는 8월 12일까지 익었으며, 알자스에서는 과일 나무들이 두 번째로 꽃을 피웠고, 린다우에서는 실제로 두 번째 체리 수확이 가능했다. 보덴호와 바이로이트에서는 결국 포도주가 물보다 저렴해졌고, 리모주에서는 와인 제조자들이 구운 포도를 수확하여 셰리 같은 와인을 만들었는데, 이는 ... 사람을 빨리 취하게 만들었다.

뮌덴 시의 기록에 따르면 1540년 퀘스텐베르크 (브람발트) 포도밭에서 생산된 공작의 포도주가 "매우 훌륭하여" 외국 포도주보다 선호되었다고 한다.
스위스 마을 골디빌에서는 "절박한 사람들이 매일 500미터 이상을 오르내리며 툰호에서 몇 통의 물을 채우려고 했다."

## 도시 화재
1540년에는 도시 화재가 유난히 많았는데, 큰 전쟁 피해가 없던 해 중에서는 30년 전쟁 절정기에만 이보다 더 많은 화재가 발생했다. 아인베크에서는 도시를 흐르는 개울인 크룸메스 바서(Krummes Wasser)가 말라붙었을 가능성이 있다. 7월 26일 성 안나의 날("안넨타그")에 화재가 발생하여 아인베크 시 전체가 소실되었고, 100명에서 500명 사이의 사망자가 발생했다. 1540년 독일 영토 내에서 32건의 추가 도시 화재 기록이 있다. 이 화재들은 종교 개혁을 둘러싼 정치적, 종교적 갈등 시기에 발생했다. 많은 경우, 화재의 원인으로 반개신교 정서에 의한 방화가 의심되었다. 부랑자와 거지들이 종종 희생양이 되어, 방화범에 대한 실제적인 편집증으로 이어졌다. 1540년은 "모르트브렌너-야르"(방화범의 해)로도 알려지게 되었다.

## 같이 보기
- 2022년 유럽 가뭄
- 도시 화재 목록

## 문헌
- Glaser, Rüdiger (2001). 《Klimageschichte Mitteleuropas – 1200 Jahre Wetter, Klima, Katastrophen》 (독일어) 3. Auflage 2008판. 108쪽. ISBN 9783896786043.